# Santa Blandina
Santa Blandina (Blandine, en francès) fou una verge i màrtir durant les persecucions de l'emperador Marc Aureli. D'origen oriental, probablement de l'Àsia Menor, va formar part de la primera comunitat cristiana de Lugdúnum (Lió), que llavors era la capital de la Gàl·lia. Va ser martiritzada al juliol de l'any 177.

## Vida i llegenda

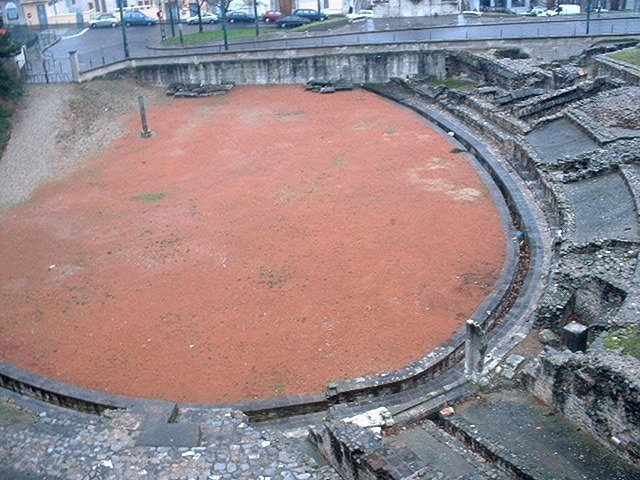
Amfiteatre de les Tres Gàl·lies (Lió); el pal és un monument en memòria dels màrtirs de Lió

Era una esclava romana i va unir-se a la comunitat cristiana de la ciutat. Una part d'aquesta, Blandina i 47 companys més, entre els quals el bisbe Potí de Lió van ser martiritzats en 177: uns ofegats a la presó de la Fourvière i altres lliurats als animals a l'amfiteatre de les Tres Gàl·lies, les ruïnes del qual es conserven a Lió. Tots ells són coneguts com a Màrtirs de Lió.
Se'n conserva una carta d'un testimoni ocular, escrita per a la comunitat cristiana d'Esmirna, que narra els fets. Està inserida a la Història eclesiàstica d'Eusebi de Cesarea. Segons la carta i la tradició, Blandina fou lliurada als lleons, que van refusar de fer-li mal. Llavors va ser torturada i obligada a presenciar la mort dels seus companys; flagel·lada i cremada sobre unes graelles, va ser embolicada amb una xarxa i llençada a un brau salvatge que l'atacà i la llençà pels aires. Finalment, fou morta amb una espasa.
A la iconografia, es veu la santa amb la xarxa, el brau, les graelles, el lleó o un os.